# كارمن سمال
كارمن سمال (بالإنجليزية: Carmen Small)‏ مواليد 22 أبريل 1980 في ولاية دورانغو، كولورادو، الولايات المتحدة، هي متسابقة أمريكية في صنف سباق الدراجات على الطريق وعلى المضمار.

## الميداليات
| الميدالية | المسابقة                                    |
| --------- | ------------------------------------------- |
| برونزية   | بطولة العالم لسباق الدراجات على الطريق 2013 |
| ذهبية     | بطولة العالم لسباق الدراجات على الطريق 2013 |
| ذهبية     | بطولة العالم لسباق الدراجات على الطريق 2014 |

## سباقات أو مراحل فاز بها
| التاريخ        | السباق                                                       | المركز                  |
| -------------- | ------------------------------------------------------------ | ----------------------- |
| 27 يونيو 2010  | سباق الطريق للسيدات في بطولة الولايات المتحدة 2010           |                         |
| 01 يناير 2012  | 2012 Joe Martin Stage Race Women                             |                         |
| 01 يناير 2012  | 2012 Nature Valley Grand Prix Women                          | الفائز في التصنيف العام |
| 17 مارس 2012   | Classica Citta' di Padova 2012                               | الفائز في التصنيف العام |
| 02 أبريل 2012  | Grand Prix de Dottignies 2012                                | السابع في التصنيف العام |
| 06 مايو 2012   | Tour of the Gila (women) 2012                                |                         |
| 19 مايو 2012   | Chrono Gatineau Woman 2012                                   | السابع في التصنيف العام |
| 21 مايو 2012   | جائزة غاتينو الكبرى للدراجات 2012                            | الخامس في التصنيف العام |
| 24 يونيو 2012  | سباق الطريق للسيدات في بطولة الولايات المتحدة 2012           |                         |
| 09 سبتمبر 2012 | 2012 Chrono Champenois–Trophée Européen                      | الثاني في التصنيف العام |
| 01 يناير 2013  | 2013 Nature Valley Grand Prix Women                          |                         |
| 20 مايو 2013   | Chrono Gatineau Woman 2013                                   | الفائز في التصنيف العام |
| 25 مايو 2013   | سباق الطريق ضد الساعة للسيدات في بطولة الولايات المتحدة 2013 | الفائز في التصنيف العام |
| 24 سبتمبر 2013 | سباق الزمن للسيدات في بطولة العالم 2013                      |                         |
| 01 يناير 2014  | 2014 North Star Grand Prix Women                             | الفائز في التصنيف العام |
| 24 مايو 2014   | سباق الطريق ضد الساعة للسيدات في بطولة الولايات المتحدة 2014 |                         |
| 23 مايو 2015   | سباق الطريق ضد الساعة للسيدات في بطولة الولايات المتحدة 2015 |                         |
| 05 يونيو 2015  | Chrono Gatineau Woman 2015                                   | الفائز في التصنيف العام |
| 01 مايو 2016   | جراند بريكس إلسي جاكوبس 2016                                 |                         |
| 27 مايو 2016   | سباق الطريق ضد الساعة للسيدات في بطولة الولايات المتحدة 2016 | الفائز في التصنيف العام |

## روابط خارجية
- كارمن سمال على موقع أرشيف الدراجات (الإنجليزية)
- كارمن سمال على موقع إحصائيات الدراجات الإحترافية (الإنجليزية)
- كارمن سمال على موقع نسبة الدراجات (الإنجليزية)
- كارمن سمال على موقع CyclingDatabase.com (مؤرشف) (الإنجليزية)